# Deuce (Band)
Deuce war eine britische Popgruppe, die von 1995 bis 1996 vier Charthits in Großbritannien hatte.

## Bandgeschichte
Deuce wurde 1994 von Tom Watkins zusammengestellt. Der frühere Manager der Pet Shop Boys und von Bros hatte neben seiner damaligen Arbeit für East 17 noch freie Kapazitäten, um dieses Projekt, das aus zwei jungen Männern und zwei jungen Frauen bestand, zu betreuen.
Die Debütsingle Call It Love verfehlte die Top 10 nur knapp und erreichte Anfang 1995 Platz 11 der UK-Charts. Mit der zweiten Single I Need You gelang der Sprung unter die besten Zehn, das Lied stieg Ende April auf Platz 10 in die Hitparade ein. On the Bible, das Mitte August auf Position 13 stand, wurde der dritte Hit in Folge.
Als Produzenten wurden nun Matt Aitken und Mike Stock von Stock Aitken Waterman verpflichtet. Außerdem verließ Kelly O’Keefe das Quartett und wurde durch Mandy Perkins ersetzt. Im Juni 1996 erschien die vierte Single No Surrender, die lediglich Platz 29 der britischen Charts erreichte. Weitere Veröffentlichungen gab es nicht.

## Mitglieder
- Lisa Marie Armstrong (* 25. Oktober 1976 in Oxford) – Gesang
- Paul Stephen Holmes  (* 25. Februar 1977 in Liverpool) – Gesang
- Kelly O’Keefe (* 4. Oktober 1976 in Paddington) – Gesang
- Craig Young (* 4. Oktober 1975 in Nottingham) – Gesang
- Mandy Perkins – Gesang (ab 1996 für Kelly O’Keefe)

## Diskografie
Alben
- 1995: On the Loose! (London Records)

Singles
- 1995: Call It Love
- 1995: I Need You
- 1995: On the Bible
- 1996: No Surrender